# Willem Frederik Hennink

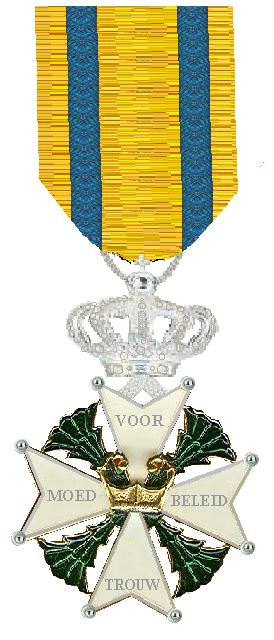
Willems-Orde

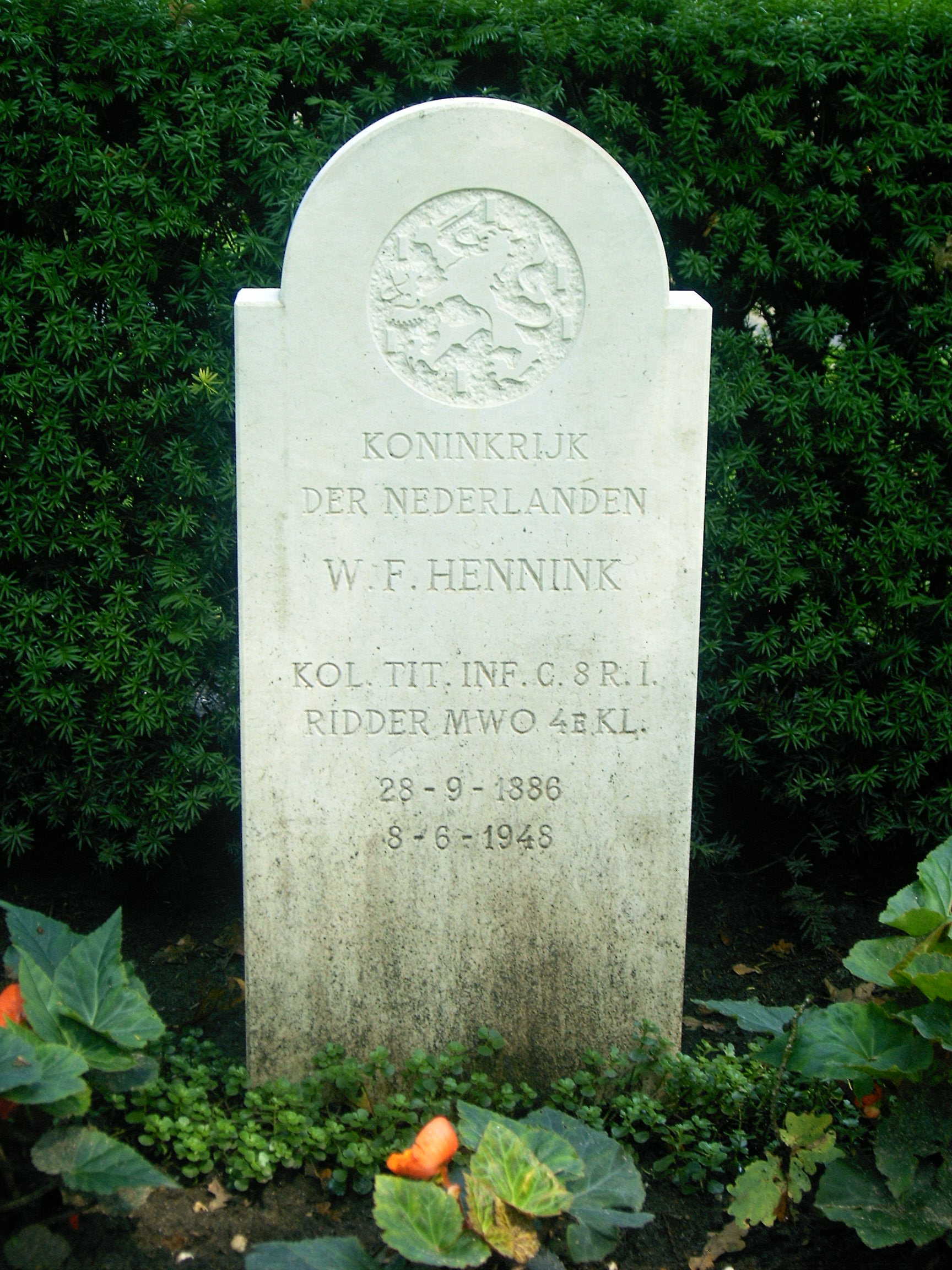
Grafzerk van W.F Hennink

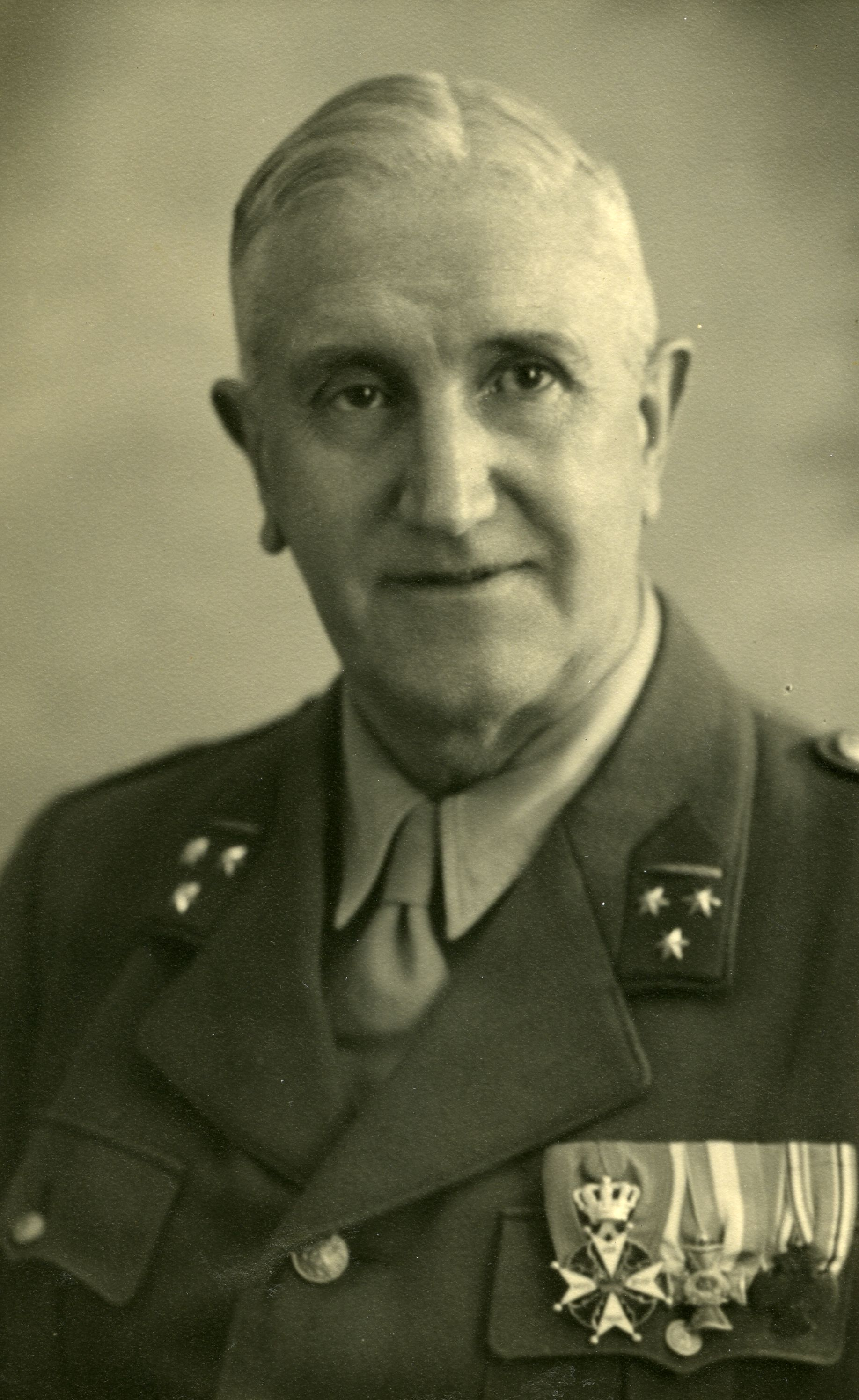
Portret van Willem Frederik Hennink uit 1948

Wilhelm Frederik Hennink (Woerden, 28 september 1886 – Amsterdam, 8 juni 1948) was een officier van de infanterie die zich tijdens de Slag om de Grebbeberg zodanig onderscheidde, dat hij in 1946 tot Ridder 4e klasse in de Militaire Willems-Orde werd benoemd.

## Militaire levensloop
Hennink koos voor het vak van beroepsmilitair en zou in 1905 tot de Hoofdcursus voor de officiersopleiding te Kampen worden toegelaten. Hij werd in september 1908 tot tweede luitenant der infanterie beëdigd. Vier jaar later werd hij bevorderd tot eerste luitenant. Deze rang zou hij twaalf jaar bezitten voordat hij op 1 augustus 1924 tot kapitein werd bevorderd. Wederom twaalf jaar later volgde weer een bevordering, tot majoor. Eind 1939 werd Hennink tot luitenant-kolonel bevorderd. Hij volgde eind november 1939 de luitenant-kolonel Viehoff op als commandant van het 8e Regiment Infanterie.
In 1938 werd Hennink het ereteken voor langdurige dienst als officier 30 jaar (XXX) toegekend.

## Oorlogsbiografie
De luitenant-kolonel Hennink leidde het 8e Regiment Infanterie, dat met twee bataljons op de Grebbeberg en één ervoor de meest zuidelijke sector van de Grebbelinie verdedigde. Zijn commandopost was gelegen op de noordwestflank van de Grebbeberg, in een uitgebouwd loopgravenstelsel nabij Ouwehands Dierenpark.
De Grebbelinie werd in deze sector op 11 mei 1940 aangevallen door Waffen SS troepen van het regiment Der Führer, dat als stoottroep fungeerde voor de 207e Infanterie Division, die tot opdracht had de Grebbelinie bij Rhenen te doorbreken. Op de eerste dag van wat als de Slag om de Grebbeberg bekend zou worden, vonden de gevechten in hoofdzaak plaats in de Nude, het gebied tussen de Grebbeberg en Wageningen. Omdat dit terrein boven de zeespiegel lag, was het tussen Achterberg en de Nederrijn niet geïnundeerd. Als remedie had men er loopgraven aangelegd met zogenaamde weerstandbiedende voorposten. Deze voorposten hadden lichte opstellingen en tot doel om de vijand enige tijd te binden en zo lang mogelijk weerstand te bieden. Er lag echter slechts lichte infanterie in een bovendien van obstakels vergeven terrein. De Duitse aanvaller had desondanks een volle dag nodig om het gebied onder controle te krijgen.
Op de tweede dag van de slag, de 12e mei 1940, had de Grebbeberg een nacht doorstaan waarbij voortdurend artillerievuur op en achter de stelling was gelegd. Zodoende was van nachtrust weinig gekomen. De troepen waren bovendien buitengewoon onrustig, zodat de plaatselijke leiding bijzonder veel energie moest steken in het bewaren van rust en orde en het zich voortdurend vergewissen van waarheid en fictie in de berichtgeving. Voor de overste Hennink was dit zeer aan de orde, omdat zijn regiment een volledig bataljon had verloren in het voorterrein en zijn hoofdweerstand inmiddels rechtstreeks werd bedreigd. Zodoende kwam er niets van enige nachtrust en begon de ochtend van 12 mei met een in sterkte toenemende Duitse artilleriebeschieting. Deze kwam tot een climax rond het middaguur, waarna enige Duitse SS-compagnieën zich meester wisten te maken van de toegang van de Grebbeberg en deze inbraak in de linie vervolgens snel wisten uit te buiten. Ondanks Nederlandse artilleriebeschietingen en enige luchtsteun, wisten de Duitsers hun succes uit te bouwen en in de avond de frontlijn op de Grebbeberg zelf vrijwel geheel op te rollen. Twee SS bataljons wisten hun troepen door de flessenhals bij het sluisjes over de Grift te werken en posities tegenover de Nederlandse stoplijn - de laatste geregelde weerstandslinie - in te nemen.
Voordat de SS aanval in de middag van 12 mei tot ontwikkeling was gekomen, had de luitenant-kolonel Hennink zich met een van zijn bataljonscommandanten, de majoor Willem Pieter Landzaat, naar de voorste lijn begeven om te zien hoe men zich onder het artillerievuur hield. Bovendien wilde beide hoofdofficieren direct maatregelen kunnen nemen op geconstateerde zwakheden in de defensie. Zij werden echter tijdens hun inspectietocht overvallen door de Duitse barrage en waren zo beide lange tijd van hun commandoposten verwijderd. De andere op de Grebbeberg aanwezige bataljonscommandant, de majoor Jacometti, nam het regimentscommando waar. Toen hij vernam van de Duitse inbraak in de linie besloot hij spoedig tot persoonlijke tegenactie. Hij organiseerde een tegenstoot om de Duitsers terug te werpen. Al doende kwam hij de overste tegen en informeerde deze dat hij een tegenstoot zou ondernemen, zonder aan te geven die zelf te zullen leiden. Hennink ging akkoord met het plan. Toen enige uren later het nieuws kwam dat de majoor Jacometti met zijn tegenstoot vast was gelopen in het Grebbebos, vrijwel op de plaats van de huidige begraafplaats, en de majoor daarbij was omgekomen, was de klap fors voor de regimentscommandant. Hij realiseerde zich dat de verdediging nog aan een zijden draadje hing.
Ondertussen was er steeds minder leiding in de loopgraven. De intensieve strijd met zijn evident gevechtsstress en het ontbreken van voldoende charismatische leiders onder de onderofficieren en subalterne officieren leidde tot excessen. Op sommige plaatsen waren hele delen van de stoplijn enige tijd leeg gelopen, door paniek of een plaatselijke vijandelijke actie. Een brutale stoottroep van de SS wist in de late avond van 12 mei via de hoofdweg over de Grebbeberg door de stoplijn te stoten door een eenvoudige stormaanval, met veel bombarie en wapengebruik. Het leidde tot een panische evacuatie van de plaatselijke stelling. Door goed beleid van enkele officieren werd na enige uren de linie hersteld. De doorbraak van enige tientallen SS'ers, die vervolgens nabij het viaduct te Rhenen op een grendelstelling waren vastgelopen, had verder geen significante betekenis. Hennink en zijn laatst overgebleven bataljonscommandant hadden echter over hun troepen nauwelijks meer enige zeggenschap. Ze konden weinig meer betekenen dat artillerievuur aanvragen, versterking zoeken en ad hoc beleid maken. Eenheden waren zo vermengd en de indrukken zo diep, dat veel stellingen nauwelijks nog behoorlijke leiding kregen.
Gedurende de tweede nacht van de slag waren de omstandigheden nog bedreigender dan de eerste nacht, zodat van slaap weer niets kwam. Het was duidelijk dat de Duitsers zich opmaakten voor de beslissende aanval op de stoplijn. Hennink zelf realiseerde zich dat hij net als zijn onderbevelhebbers niet kon versagen. Hij instrueerde zijn stafleden en de intussen toegestroomde militairen uit andere delen van de stelling om de commandopost ter verdediging in te richten. Meer dan 100 weerbare mannen waren in de stelling aanwezig. De overste leidde zelf de voorbereidingen. Ondertussen vocht zijn regiment, ondersteund door andere troepen, een zware slag uit met de Duitsers. De meest verliesrijke dag voor beide partijen was begonnen, waarbij enige honderden het leven zouden laten. Terwijl de stoplijn in de late ochtend finaal werd doorbroken, brak ten zuidoosten van de commandopost het gevecht uit rond de CP van de majoor Landzaat. Deze zou geen centimeter wijken en zich doodvechten in het paviljoen onder Ouwehand. Andere Duitse verbanden braken door richting de steenfabriek en het station, onderlangs de Grebbeberg. Aan de bovenzijde van de berg bleef het nog enige tijd relatief rustig, maar later in de middag kwam ook de sector van de commandopost van Hennink in de frontlijn.
Steeds meer Duitsers bereikten de sector van de commandopost, maar werden telkens afgeslagen door het vuur van de verdedigers. De overste Hennink bewoog zich met zijn adjudant door de stelling en moedigde mannen aan. Hij schuwde het vuur niet en maakte zich met zijn pistool zelf ook nuttig in de verdediging. Zijn adjudant naast hem werd geraakt en ook anderen om hem heen werden getroffen. Hennink zelf overkwam niets. Terwijl zijn laatste getrouwen en hij zich teweerstelden tegen de opdringende Duitsers, werd het echter geleidelijk aan rustiger om hen heen. De Duitsers hadden zich teruggetrokken ter hergroepering. Dat wist Hennink niet, net zomin als hij wist, dat achter hem de Grebbelinie werd geëvacueerd. Kort voor 16.00 uur, op die 13e mei 1940, zag de commandant van het Nederlandse Veldleger in, dat de Grebbelinie opgegeven diende te worden. Dit om een Duitse doorbraak te voorkomen, die tot een totale omsingeling van het veldleger kon leiden, dat in de noordelijkere delen nog weerstand bood. Het Veldleger werd bevolen terug te vallen op de stellingen van het oostfront van de Vesting Holland. Zodoende was het viaduct over het spoor opgeblazen, de brug over de Rijn vernield en het veldleger op de terugweg. Slechts een klein aantal militairen bood nog korte tijd weerstand langs het spoor.
Een mislukte tegenaanval, ten noorden van de Grebbeberg met vier volledige bataljons, bleek beslissend. Deze bataljons hadden door de open ruimte tussen Achterberg en de Grebbeberg twee aan twee moeten doorstoten en de Duitsers terug achter de frontlijn moeten slaan. Zij stuitten op twee oprukkende SS bataljons. Het eerste treffen verliep slecht voor de Nederlandse troepen. Een aanval door een formatie Ju-87 Stuka's stuitte de Nederlandse tegenaanval en leidde tot een massale terugtocht. Een tweede aanval op de grendelstelling achter de spoorlijn brak ook deze verdediging. Toen die berichten via de divisiestaf de staf van het Veldleger ter ore kwam, beval deze de terugtocht.
Dat alles ontging Hennink uiteraard. Hem viel op dat het uiteindelijk stiller en rustiger werd. Kort na 18.00 uur stierven zelfs vrijwel alle gevechtsgeluiden weg. Niemand wist wat er aan de hand was. Geen artillerievuur meer, nauwelijks meer klein kaliber vuur bovendien. Men vreesde het ergste. Later op de avond - de Duitsers vonden rond 20.30 uur Rhenen verlaten - beseften de Duitsers dat de Nederlanders de stellingen hadden verlaten. Snel formeerden ze een afdeling gemotoriseerde verkenners van de SS om de Hollanders na te jagen, terwijl de overige Duitsers zich westwaarts begonnen te verplaatsen. Die geluiden drongen ook door tot de commandopost.
Op een zeker moment realiseert men zich dat de stelling is geëvacueerd. Uitgestuurde verkenners bevestigen dat. De overste is echter vastgesloten om met zijn laatste 100 man zich niet gewonnen te geven en te trachten de Betuwe te bereiken. Aldus besluiten ze eerst de Grebbeweg over te steken, onder achterlating van niet mobiele gewonden met een arts. Dat was een gevaarlijke operatie, omdat de Duitsers er voortdurend gebruik van maakten. Toch slaagde men erin om tussen de Duitse verbanden door de weg in groepjes over te steken. Zodoende kwam de formatie van Hennink weer samen bij de steenfabriek, vlak bij de Rijn. Daar besloot hij dat een verkenningsgroep de rivier over moest steken. Twee onderofficieren boden zich aan, zouden bovendien het regimentsvaandel meenemen, omdat zo in veiligheid te brengen. Onderwijl zou de overste zich met de overige ter verdediging inrichten.
De groep blijft in de positie zitten tot na de feitelijke capitulatie van het Nederlandse leger op 15 mei 1940. Een burgerjongen heeft ze dan gewaarschuwd dat ze zich moeten overgeven, de strijd is voorbij. Men gelooft hem niet. Later zien ze echter vluchtelingen terugkeren en beseffen dat dit een merkwaardig teken is. De overste Hennink begint doordrongen te raken van de situatie als andere burgers de verhalen van capitulatie en vertrokken koningshuis bevestigen. Hij besluit zijn manschappen toe te spreken en hen te bedanken voor hun inzet in de strijd. Als hij hen vertelt van de vertrokken vorstin, zijn de emoties niet van de lucht. Daarna neemt iedereen van iedereen afscheid. Bijzonder genoeg marcheert men vervolgens af naar het oude regimentsbureau, zonder dat een Duitser iemand een strobreed in de weg legt. Daar stuurt de overste iedereen met verlof. Zelf begeeft hij zich naar zijn commandopost omdat daar de zwaar gewonden met een arts achter waren gebleven. Nadien begaf Hennink zich naar zijn inkwartieringsadres, dat geplunderd was, en legde zich ten ruste. De volgende ochtend, 16 mei 1940, wordt hij op straat door een Duitse officier aangehouden en krijgsgevangen gemaakt.
De luitenant-kolonel Hennink zal korte tijd in krijgsgevangenschap verkeren, maar na ondertekening van de erewoord verklaring worden vrijgelaten. In mei 1942, wanneer de Nederlandse officieren wegens hun relatief grote betrokkenheid bij het verzet weer in krijgsgevangenschap worden geroepen, belandt hij in krijgsgevangenkamp Stalag 371 in Stanislau, wat dan in Polen en nu in Oekraïne ligt.
In juni 1945 keerde Hennink terug naar Nederland. Hij werd vrijwel direct geheractiveerd en aangesteld als tijdelijk-kolonel.

## Mutatie bij onderscheiding
In mei 1946 wordt de tijdelijk-kolonel Hennink voor zijn moed, beleid en trouw gedurende zijn commandovoering over 8.RI tijdens de slag om de Grebbeberg benoem tot Ridder der 4de klasse der Militaire Willems-Orde. De mutatie bij zijn onderscheiding was als volgt:
Heeft zich in den strijd door het bedrijven van uitstekende daden van moed, beleid en trouw onderscheiden door de wijze waarop hij op 12 en 13 Mei 1940 het commando over zijn regiment op den Grebbeberg heeft gevoerd. Heeft ten slotte op 13, 14 en 15 Mei met ongeveer honderd man van verschillende onderdeelen zijn geïsoleerden en omsingelden commandopost aldaar tegen een overmachtigen vijand zoo hardnekkig verdedigd, tot zelfs na de hem toen nog niet bekend zijnde algemeene capitulatie, dat de vijand ondanks voortgezette aanvallen, zelfs met een pantserwagen, zich daarvan niet gewapenderhand heeft kunnen meester maken, terwijl omgekeerd vijandelijke zware mitrailleurs konden worden buitgemaakt. Heeft daardoor ook belet, dat de vijand zich van het regimentsvaandel kon meester maken. Hij heeft voorts mogelijk gemaakt, dat het vaandeldoek behouden is gebleven.

## Overige informatie
Op 30 augustus 1946 werd Hennink eervol ontslagen uit de militaire dienst. Op 13 september 1946 werd zijn tijdelijke rang omgezet in een blijvende titulaire rang van kolonel.
In 1948 overleed de overste Hennink. Hij werd als eerbetoon begraven bij vele van de circa 160 man van zijn regiment die bij de Slag om de Grebbeberg omkwamen en op de Grebbeberg begraven lagen. Op 12 juni 1948 werd hij daarom met militaire eer begraven op het Militair ereveld Grebbeberg.

## Onderscheiden
- Mobilisatiekruis 1914-1918
- Militaire Willems-Orde (MWO.4), 9 mei 1946
- Officierskruis